# Plážový fotbal na Evropských hrách
Plážový fotbal na Evropských hrách je soutěž v plážovém fotbalu Evropských her. Poprvé se konala v roce 2015 v Ázerbájdžánu. Na posledním turnaji v roce 2023 zvítězili reprezentanti Švýcarska. Soutěž má na starost Evropský olympijský výbor. Jako řídící orgán plážového fotbalu je místo FIFA a UEFA zastoupena organizace Beach Soccer Worldwide (BSWW). Od roku 2023 se hraje také turnaj žen.

## Turnaje - muži
Turnaje se účastní osm týmů. Hostitel se kvalifikuje automaticky. Z posledního ročníku Euro Beach Soccer League (EBSL) se kvalifikuje šest nejlepších týmů superfinále a vítězové postupového finále. Aby se týmy mohly zúčastnit, musí být členy jak Evropského olympijského výboru, tak UEFA.
| Rok          | Pořadatel          |             | Finále | Finále    | Finále      | O třetí místo      | O třetí místo | O třetí místo |
| Rok          | Pořadatel          | Vítěz       | Skóre  | 2. místo  | 3. místo    | Skóre              | 4. místo      |               |
| 2015 Detaily | Ázerbájdžán (Baku) | Rusko       | 3 - 2  | Itálie    | Portugalsko | 6 - 5              | Švýcarsko     |               |
| 2019 Detaily | Bělorusko (Minsk)  | Portugalsko | 8 - 3  | Španělsko | Švýcarsko   | 5 - 4              | Ukrajina      |               |
| 2023 Detaily | Polsko (Krakov)    | Švýcarsko   | 5 - 2  | Itálie    | Španělsko   | 5 - 5 (2 - 0) pen. | Portugalsko   |               |
| 2027 Detaily | Turecko (Istanbul) |             |        |           |             |                    |               |               |

## Medailový stav podle zemí do roku 2023 (včetně) - muži
| Pořadí | Země        | Zlato | Stříbro | Bronz | Celkem |
| 1.     | Portugalsko | 1     | 0       | 1     | 2      |
| 1.     | Švýcarsko   | 1     | 0       | 1     | 2      |
| 2.     | Rusko       | 1     | 0       | 0     | 1      |
| 3.     | Itálie      | 0     | 2       | 0     | 2      |
| 4.     | Španělsko   | 0     | 1       | 1     | 2      |

## Turnaje - ženy
Turnaje se účastní šest týmů. Hostitel se kvalifikuje automaticky. Z posledního ročníku Euro Beach Soccer League (EBSL) se kvalifikuje pět nejlepších týmů superfinále. Aby se týmy mohly zúčastnit, musí být členy jak Evropského olympijského výboru, tak UEFA.
| Rok          | Pořadatel          |           | Finále             | Finále   | Finále      | O třetí místo      | O třetí místo | O třetí místo |
| Rok          | Pořadatel          | Vítěz     | Skóre              | 2. místo | 3. místo    | Skóre              | 4. místo      |               |
| 2023 Detaily | Polsko (Krakov)    | Španělsko | 2 - 2 (5 - 3) pen. | Ukrajina | Portugalsko | 2 - 2 (3 - 0) pen. | Polsko        |               |
| 2027 Detaily | Turecko (Istanbul) |           |                    |          |             |                    |               |               |

## Medailový stav podle zemí do roku 2023 (včetně) - ženy
| Pořadí | Země        | Zlato | Stříbro | Bronz | Celkem |
| 1.     | Španělsko   | 1     | 0       | 0     | 1      |
| 2.     | Ukrajina    | 0     | 1       | 0     | 1      |
| 2.     | Portugalsko | 0     | 0       | 1     | 1      |